# Danika Yarosh
Danika Yarosh (Morristown, 1º ottobre 1998) è un'attrice statunitense.
Tra il 2009 e il 2010 ha partecipato, come componente del corpo di ballo, alla pluri-premiata produzione teatrale Billy Elliot the Musical. Dal 2014 ha un ruolo ricorrente nella serie televisiva Shameless, mentre nel 2015 figura nel cast principale di Heroes Reborn.

## Riconoscimenti
Nel 2014, per aver recitato nell'episodio La campagna elettorale (Frosting/Nixon) di 1600 Penn, ha vinto un Young Artist Award come miglior giovane attrice guest star di 14-16 anni, venendo anche nominata come miglior giovane attrice non protagonista per il ruolo ricorrente nella serie per ragazzi See Dad Run. Nel 2015 è stata nuovamente candidata per un Young Artist Award come miglior giovane attrice non protagonista di 14-16 anni per il ruolo di Holly Herkimer in Shameless.

## Filmografia
- La donna perfetta (The Stepford Wives), regia di Frank Oz, comparsa, non accreditata (2004)
- Crush – cortometraggio, regia di Gabrielle Demeestere e Sasie Sealy (2010)
- Celebrity Ghost Stories – serie TV, episodio 2x10 (2010)
- A Breath Away – cortometraggio, regia di Yianna Dellatolla (2010)
- 30 Rock – serie TV, episodio 5x16, non accreditata (2011)
- Angels – cortometraggio, regia di Zachary Kerschberg (2011)
- Nerd Wars! – cortometraggio, regia di Willie Pena (2011)
- A Christmas Wedding Tail – film TV, regia di Michael Feifer (2011)
- In Plain Sight - Protezione testimoni (In Plain Sight) – serie TV, episodio 5x04 (2012)
- Retribution – film TV, regia di Michael Feifer (2012)
- The Color of Time, registi vari (2012)
- 1600 Penn – serie TV, episodio 1x05 (2013)
- See Dad Run – serie TV, 9 episodi (2013-2015)
- Law & Order - Unità vittime speciali (Law & Order: Special Victims Unit) – serie TV, 3 episodi (2010-2015)
- Shameless – serie TV, 11 episodi (2014-2015)
- Heroes Reborn – serie TV (2015)
- Jack Reacher - Punto di non ritorno (Jack Reacher: Never Go Back), regia di Edward Zwick (2016)
- Una stagione da ricordare, regia di Sean McNamara (2018)
- Greenhouse Academy – serie TV (2019-)

## Doppiatrici italiane
- Elisabetta Spinelli in The Purge